# Wonoharjo (Giri Mulya)
Wonoharjo is een bestuurslaag in het regentschap Bengkulu Utara van de provincie Bengkulu, Indonesië. Wonoharjo telt 2527 inwoners (volkstelling 2010).